# Shamorie Ponds
Shamorie Saequan Ponds (Brooklyn, Nueva York; 29 de junio de 1998) es un baloncestista estadounidense que forma parte de la plantilla del Marinos de Oriente de la Superliga Profesional de Baloncesto de Venezuela. Con 1,83 metros de estatura, ocupa la posición de base.

## Trayectoria deportiva

### Universidad
Jugó tres temporadas con los Red Storm de la Universidad St. John's, en las que promedió 19,5 puntos, 4,5 rebotes, 4,3 asistencias y 2,3 robos de balón por partido. En su primera temporada fue incluido en el mejor quinteto de novatos de la Big East Conference, mientras que en las dos restantes lo sería en el mejor quinteto absoluto. En 2018 fue además galardonado con el Premio Haggerty, que reconoce al mejor jugador del año dentro del área metropolitana de Nueva York.

#### Estadísticas
| Año     | Equipo     | PJ | PT | MPP  | %TC  | %3P  | %TL  | RPP | APP | ROB | TPP | PPP  |
| ------- | ---------- | -- | -- | ---- | ---- | ---- | ---- | --- | --- | --- | --- | ---- |
| 2016–17 | St. John's | 33 | 33 | 33.6 | .439 | .375 | .823 | 4.4 | 3.1 | 2.1 | .2  | 17.4 |
| 2017–18 | St. John's | 30 | 30 | 37.0 | .420 | .253 | .857 | 5.0 | 4.7 | 2.3 | .1  | 21.6 |
| 2018–19 | St. John's | 33 | 33 | 35.1 | .454 | .353 | .836 | 4.1 | 5.1 | 2.6 | .3  | 19.7 |
| Total   | Total      | 96 | 96 | 35.2 | .437 | .328 | .840 | 4.5 | 4.3 | 2.3 | .2  | 19.5 |

### Profesional
Tras no ser elegido en el Draft de la NBA de 2019, se unió a los Houston Rockets para disputar las Ligas de Verano de la NBA, promediando 7,2 puntos y 2,2 rebotes en los cinco partidos que jugó. Firmó posteriormente contrato con los Rockets para disputar la pretemporada, pero fue finalmente descartado.
Tras ser cortado por los Rockets, el 23 de octubre firmó un contrato dual con los Toronto Raptors y su filial en la G League, los Raptors 905.
El 22 de febrero de 2021, firma por el OKK Spars Sarajevo de la ABA Liga 2 hasta el final de la temporada.
El 23 de octubre de 2021, Ponds fue elegido por los Delaware Blue Coats en la primera posición del Draft de la NBA G League de 2021.
En febrero de 2023 se incorporó a los Astros de Jalisco, equipo con el que se consagró campeón del CIBACOPA, siendo además reconocido como el MVP de las finales. A final de año se marcha a Catar a las filas del Al-Rayyan de la WASL.
En febrero de 2024 se unió a Malvín de la Liga Uruguaya de Básquetbol, pasando en el mes de junio a reforzar a los Marinos de Oriente de la Superliga Profesional de Baloncesto de Venezuela.

## Estadísticas de su carrera en la NBA

### Temporada regular
| Año     | Equipo  | PJ | PT | MPP | %TC  | %3P  | %TL   | RPP | APP | ROB | TPP | PPP |
| ------- | ------- | -- | -- | --- | ---- | ---- | ----- | --- | --- | --- | --- | --- |
| 2019-20 | Toronto | 4  | 0  | 2.8 | .600 | .500 | 1.000 | .3  | .5  | .0  | .3  | 2.3 |
| Total   | Total   | 4  | 0  | 2.8 | .600 | .500 | 1.000 | .3  | .5  | .0  | .3  | 2.3 |